# Saut en hauteur féminin aux championnats du monde d'athlétisme 2001
L'épreuve de saut en hauteur féminin des championnats du monde d'athlétisme de 2001 se déroule les 10 et 12 août de cette année-là au stade du Commonwealth d'Edmonton au Canada, remportée par la Sud-africaine Hestrie Cloete.
Navigation
Édition précédente Édition suivante

## Résultats

### Finale
| Rang               | Athlète               | Pays           | Essais | Essais | Essais | Essais | Essais | Essais | Marque | Note(s) |
| Rang               | Athlète               | Pays           | 1,85 m | 1,90 m | 1,94 m | 1,97 m | 2,00 m | 2,02 m | Marque | Note(s) |
| ------------------ | --------------------- | -------------- | ------ | ------ | ------ | ------ | ------ | ------ | ------ | ------- |
| Médaille d'or      | Hestrie Cloete        | Afrique du Sud | o      | o      | o      | o      | xo     | xxx    | 2,00 m | SB      |
| Médaille d'argent  | Inha Babakova         | Ukraine        | o      | xo     | o      | xo     | xo     | xxx    | 2,00 m |         |
| Médaille de bronze | Kajsa Bergqvist       | Suède          | o      | o      | o      | o      | xxx    |        | 1,97 m |         |
| 4e                 | Venelina Veneva       | Bulgarie       | xo     | o      | xxo    | xo     | xxx    |        | 1,97 m |         |
| 5e                 | Vita Palamar          | Ukraine        | o      | xo     | o      | xxx    |        |        | 1,94 m |         |
| 6e                 | Blanka Vlašić         | Croatie        | xxo    | xo     | o      | xxx    |        |        | 1,94 m |         |
| 7e                 | Monica Iagăr          | Roumanie       | o      | o      | xxx    |        |        |        | 1,90 m |         |
| 7e                 | Dora Gyorffy          | Hongrie        | o      | o      | xxx    |        |        |        | 1,90 m |         |
| 9e                 | Oana Pantelimon       | Roumanie       | xxo    | o      | xxx    |        |        |        | 1,90 m |         |
| 10e                | Amy Acuff             | États-Unis     | o      | xo     | xxx    |        |        |        | 1,90 m |         |
| 10e                | Yelena Gulyayeva      | Russie         | o      | xo     | xxx    |        |        |        | 1,90 m |         |
| 12e                | Antonietta Di Martino | Italie         | xo     | xxx    |        |        |        |        | 1,85 m |         |

### Légende
Records et Performances
- AR : Record continental (area record)
- CR : Record des championnats (championship record)
- MR : Record du meeting (meet record)
- NR : Record national (national record)
- OR : Record olympique (olympic record)
- PR : Record paralympique (paralympic record)
- PB : Record personnel (personal best)
- SB : Meilleure performance personnelle de la saison (season's best)
- WL : Meilleure performance mondiale de l'année (world leader)
- WJR : Record du monde junior (world junior record)
- WR : Record du monde (world record)

Circonstances et Conditions
- DNF : N'a pas terminé (did not finish)
- DNS : N'a pas pris le départ (did not start)
- DQ : Disqualification (disqualification)
- NM : Aucun essai valable enregistré (No Mark)
- Q : Qualifié « directement » au prochain tour (ou à la prochaine compétition), lors d'une compétition majeure, grâce au classement ou à la réalisation des minima (automatic qualifier)
- q : Qualifié au prochain tour (ou à la prochaine compétition), lors d'une compétition majeure, grâce au repêchage ou à la réalisation de l'une des meilleures performances parmi celles des « non qualifiés directement » (grâce au meilleur temps ou à la meilleure distance par exemple) (secondary qualifier)